# Charles-Paul de La Croix de Chevrières de Saint-Vallier
Pour les articles homonymes, voir de La Croix, Chevrières et Saint-Vallier.
Pour les autres membres de la famille, voir Famille de la Croix de Chevrières.
Camille-Charles-Paul de La Croix de Chevrières, comte de Saint-Vallier (° 8 février 1759 - Grenoble † 16 novembre 1835 - Paris), est un militaire et une personnalité politique française des XVIIIe et XIXe siècles.

## Biographie

### Origines

Armes de la famille de la Croix de Chevrières.

Camille-Charles-Paul de La Croix de Chevrières naît le 8 février 1759, à Grenoble. Il est appartient à la famille dauphinoise de la Croix de Chevrières.
Il est le fils de Nicolas de La Croix (1714-1798), comte de Saint-Vallier, marquis de Chevrières et de Clérieux et le frère cadet de Jean-Denis-René.

### Carrières
Charles-Paul de La Croix de Chevrières est un ancien officier de marine.
Propriétaire à Saint-Vallier (Drôme), il fut élu, le 22 août 1815, député de la Drôme au grand collège, par 60 voix (116 votants, 185 inscrits). Il vota obscurément avec la majorité, et ne fit pas partie d'autres assemblées.